# Матейково (Винницкая область)
Матейково (укр. Матейкове) — посёлок, входит в Жмеринский район Винницкой области Украины.
Население по переписи 2001 года составляло 15 человек. Почтовый индекс — 23126. Телефонный код — 04332. Занимает площадь 0,01 км². Код КОАТУУ — 521085209.

## Местный совет
23126, Вінницька обл., Жмеринський р-н, с. Северинівка, вул. Леніна